# Jeunesses communistes révolutionnaires
Pour les articles homonymes, voir JCR.
Ne doit pas être confondu avec Jeunesse communiste révolutionnaire.
 (octobre 2007).
Si vous disposez d'ouvrages ou d'articles de référence ou si vous connaissez des sites web de qualité traitant du thème abordé ici, merci de compléter l'article en donnant les références utiles à sa vérifiabilité et en les liant à la section « Notes et références ».
Les Jeunesses communistes révolutionnaires étaient l'organisation de jeunesse en solidarité politique avec la Ligue communiste révolutionnaire (LCR), parti politique français d'extrême gauche. Son fonctionnement était autonome par rapport à celle-ci, lui permettant entre autres une plus ample liberté d'action et de décisions tout en restant étroitement liée à la LCR. Créées en 1979[réf. nécessaire], les JCR regroupaient pour l'essentiel des étudiants et des lycéens mais aussi des jeunes salariés et des jeunes chômeurs.
Les JCR se sont dissoutes le 13 décembre 2008, à l'occasion de leur dernier congrès national, en vue d'intégrer le Nouveau Parti anticapitaliste.

## Idéologie
Les JCR se définissaient comme une organisation révolutionnaire de jeunesse. Leurs bases théoriques puisaient dans le marxisme, les idées de la IVe Internationale (fondée par Léon Trotsky en 1938 et dont la LCR était la section française). Ils rejetaient donc le capitalisme qu'ils combattaient et luttaient pour l'établissement d'une société  socialiste. Les JCR défendaient le fait qu'une rupture révolutionnaire serait nécessaire pour abolir le capitalisme car toutes les tentatives de le réformer ont échoué. Selon eux, ce sont les travailleurs qui seraient aptes à renverser le système capitaliste, aptitude conférée par leur position au cœur du système de production. Ils rejetaient aussi fermement les idées et les régimes issus du stalinisme qu'ils n'estimaient pas correspondre au socialisme. Les  JCR étaient aussi une organisation fermement opposé à toute forme de discrimination ou d'inégalité, sexisme, racisme, homophobie.

## Histoire
Il ne faut pas confondre les Jeunesses communistes révolutionnaires avec la Jeunesse communiste révolutionnaire. Bien qu'elles aient été liées, ces deux organisations furent créées a des moments différents et n'existèrent pas en même temps.
En 1979, la LCR décide de se doter d'une organisation de jeunesse. À cette fin elle fonde les Jeunesses Communistes Révolutionnaires, nom choisi en mémoire de la Jeunesse communiste révolutionnaire. Dans les années 80 les JCR interviennent dans les campagnes de soutien au régime sandiniste du Nicaragua, dans les lycées, participent à la marche des beurs et au mouvement anti-raciste. En 1986, juste avant les grandes grèves étudiantes et lycéennes, ils animent dans l'UNEF-ID une tendance qui pèse 5 %. Après le mouvement de 1986, la tendance syndicale pèse six fois plus. Après la campagne de soutien à Pierre Juquin (issu du PCF) lors de la présidentielle de 1988 (il obtiendra environ 2 % des suffrages), les JCR sont traversées par un débat important sur le type d'organisation à construire et donc sur l'apparition de celle-ci. C'est aussi cette année qu'Olivier Besancenot rejoint les JCR à l'âge de 14 ans. En 1990, les JCR scissionnent avec d'un côté les JCR Égalité et de l'autre les JCR Autre Chose. La LCR a donc deux organisations de jeunesse. En 1993, les JCR Égalité sont exclus, pour avoir décidé de présenter leur propre candidat aux élections législatives. La majeure partie forme la Gauche révolutionnaire (certains sont revenus à la LCR au début des années 2000) ; mais une partie, les JCR Égalité Sociale restent en solidarité politique avec la LCR ; les JCR Autre Chose deviennent les RED. En 1994, les deux organisations de jeunesse se réunifient dans les JCR-RED.

## Structuration interne
Au niveau local les JCR étaient structurées en cercles. Généralement, il y avait un cercle par université et par lycée où les JCR étaient présents. L'ensemble des cercles d'une ville, ou d'une agglomération constituaient une section. Celle-ci était coordonnée au moyen d'un Bureau de Ville (BV) élu par les militants en congrès local. Le BV pouvait être changé en assemblée générale de section. Avant chaque congrès national, les sections organisaient des congrès locaux auxquels participaient l'ensemble des militants. Les congrès locaux élisaient un nombre de délégués pour le congrès national proportionnel au nombre de militants de la section.
Au niveau national, les JCR fixaient les grandes lignes de leur orientation via le congrès national. Celui-ci avait lieu tous les un an et demi à deux ans. Le congrès national élisait la Direction Nationale (DN) composée d'environ 40 personnes. Celle-ci devait mettre en œuvre le mandat du congrès et prendre des orientations en fonction de la situation.
À la fin du congrès national, juste après son élection, la Direction Nationale élisait le Bureau National (BN) composé de 7 à 9 personnes membres de la DN. La DN se réunissait environ tous les 3 mois. Le BN était chargé de la mise en œuvre des orientations définies en DN. Il était amené à prendre des décisions qui n'avaient pas forcément été débattues en DN et devait s'en expliquer à la DN suivante. S'il y avait des désaccords, la DN avait la capacité de révoquer le BN. Le BN pouvait convoquer des DN extraordinaires. Si une majorité des 2/3 des militants le demandaient, il pouvait y avoir un congrès national extraordinaire. Les militants du Bureau national n'avaient pas de privilèges supplémentaires liés à leurs mandats, ils étaient tenus de se rendre dans les instances de bases pour y effectuer les tâches militantes de terrain et y prendre là aussi, un rôle de direction.
Toutes les instances étaient révocables et tous les militants avaient le droit d'y assister (BN, DN, BV, ainsi que les commissions). Les JCR possédaient aussi des commissions chargées de diverses thématiques (antiracisme, femmes, internationalisme, jeunes travailleurs, écologie et LGBTI.).
Les plus gros cercles en région parisienne étaient Nanterre (Hauts-de-Seine) et Jussieu (Paris).

## Congrès nationaux des JCR
Les congrès nationaux sont comptés à partir du congrès de réunification de 1994.
- Le Ve congrès des JCR s'est tenu en novembre et décembre 2002. Une seule position fut présentée par la direction sortante. Celle-ci s'est fait amender sans qu'il y ait de plateforme déclarée.

- Le VIe congrès des JCR s'est tenu en décembre 2004. Trois positions (plateformes) y étaient présentées :

- Plateforme B : 45 %
Propose de fédérer tous les jeunes révolutionnaires dans une nouvelle organisation révolutionnaire de jeunesse. Pense qu'il y a globalement un recul des droits sociaux, même s'il y a une remontée des luttes depuis 1995. Proche d'une sensibilité de la Plateforme 1 de la LCR.
- Plateforme C : 20 %
Propose de faire de l'engagement dans le mouvement anti-guerre la priorité de l'organisation car pense qu'il va s'agir d'un mouvement de masse attirant un grand nombre de jeunes. Pense que la période est plutôt celle d'une remontée des luttes mais qu'il n'est pas le moment pour avancer l'idée d'un parti anticapitaliste. Proche de la Plateforme 4 de la LCR depuis sa création lors du congrès de janvier 2006 de la LCR.
- Plateforme D (Lutte de Classe) : 35 %
Propose de fédérer tous les jeunes se réclamant de l'anticapitalisme dans une nouvelle organisation ; favorable à un parti anticapitaliste large en se constituant en courant marxiste révolutionnaire à l'intérieur. Pense qu'il y a globalement une remontée des luttes sociales depuis 1995. Proche de la Plateforme 4 de la LCR depuis sa création lors du congrès de janvier 2006 de la LCR.
- Le VIIe congrès des JCR s'est tenu les 9 et 10 décembre 2006. Il opposait deux plateformes :

- La plateforme X : 27 %
En partie issue des anciennes plateformes C et D du précédent congrès ; elle propose le regroupement en une nouvelle force de la gauche anti-libérale comme stratégie révolutionnaire, notamment autour des collectifs pour une candidature unitaire anti-libérale. L'objectif affiché étant de construire un pôle révolutionnaire dans cette nouvelle force antilibérale et de mener à terme à une force révolutionnaire.
- La plateforme Z : 73 %
Globalement issue de l'ancienne plateforme B ; elle propose d'organiser la jeunesse sur des bases révolutionnaires, en structurant les JCR pour prendre l'initiative et faire militer les jeunes, pour les convaincre de s'organiser. Elle rejette le mouvement antilibéral pensant que cela risque d'atténuer et de diluer les idées révolutionnaires. Les militants proches du courant Démocratie Révolutionnaire (Plateforme 2 dans la LCR) ont voté pour cette plateforme tout en émettant des critiques.
- Le VIIIe congrès des JCR s'est tenu en mai 2008.

- Le IXe congrès des JCR s'est tenu les 13 et 14 décembre 2008. C'est à l'occasion de celui-ci que fut actée la dissolution de l'organisation en vue de l'intégration au sein du NPA. Une bonne partie des débats ont porté sur la nécessité de doter le NPA d'une organisation propre de jeunesse ou au moins d'un secrétariat jeunes permettant une certaine autonomie.

## Mouvements et campagnes des JCR

### Mouvement anti-Le Pen

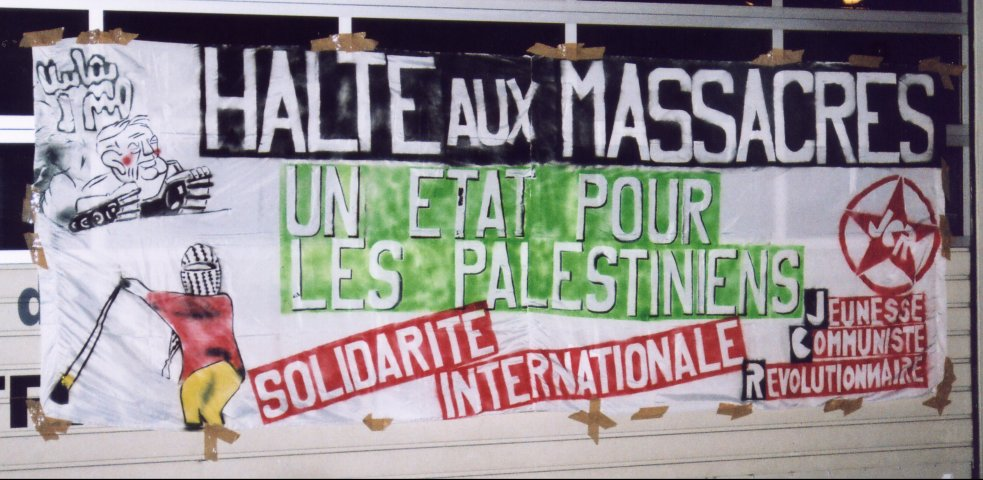
Banderole des JCR en solidarité avec la Palestine

Les JCR ont mené campagne pour Olivier Besancenot lors de la présidentielle de 2002 puis ont participé aux mobilisations contre la présence de Le Pen au deuxième tour. Ils ont été à cette occasion à l'origine de « grèves antifascistes » dans certains lycées. Leur mot d’ordre était : « 20 ans de politiques antisociales, c’est 20 % pour le Front National ! Dans la rue, combattons le chômage et la précarité ! »

### Mouvement anti-guerre
Les JCR ont participé à la campagne contre la guerre en Irak, témoignant de leur opposition idéologique à celle-ci. Les JCR affichaient aussi leur solidarité envers la résistance irakienne. Ce soutien était lié au droit à l'autodétermination des peuples. Ainsi si les JCR soutenaient inconditionnellement la résistance irakienne dans toutes ses composantes, ils se permettaient d'émettre des critiques à son égard. Dans la même mouvance, les JCR affichaient également un total soutien envers la cause palestinienne et participaient aux manifestations sur le sujet. Ce pôle « anti-guerre » des JCR était concrétisé par leur participation aux collectifs « Agir contre la guerre ».

### Soutien aux jeunes grévistes
Les JCR ont soutenu divers mouvements de grève de jeunes travailleurs, dans des entreprises telles que McDonald's, Pizza Hut, Maxi-Livres. Ce soutien s'est notamment manifesté par l'organisation de collectes de soutien aux grévistes ou par la participation aux occupations de locaux.

### Campagne contre la loi interdisant les signes religieux à l'école
Les JCR ont mené une campagne contre la loi interdisant le port du foulard dans les établissements scolaires. Ils ont dénoncé cette loi comme raciste, islamophobe et sexiste, avec les arguments suivants : 
- Tout le monde doit pouvoir avoir accès à une éducation publique gratuite.
- L'exclusion des musulmanes choisissant de porter le voile risque de les contraindre à se rendre dans des écoles religieuses auxquelles les JCR sont opposés.
- Cette loi s'inscrivait dans une offensive islamophobe visant à stigmatiser les musulmans et en particulier les femmes.

Cette position tranche avec  la position de la quasi-totalité de l'extrême gauche, qui n'a pas fait campagne contre cette loi.
Les JCR souhaitaient ainsi défendre le droit de choisir des femmes, c'est pourquoi ils affirmaient également soutenir les femmes forcées de porter le foulard et qui voulaient le retirer. Ils ont ainsi mené une campagne de solidarité internationale avec les femmes afghanes persécutées. Dans cette optique ils ont participé à la fondation du collectif « Une école pour tous-tes » et furent signataires de l’Appel des Indigènes de la République.

### Campagne pour l’égalité des droits homos-hétéros
En 2004, après que Sébastien Nouchet, jeune homosexuel, a été brûlé vif dans le Nord, les JCR ont participé au collectif « Égalité des droits », pour le droit au mariage et à l’adoption pour les couples gays et lesbiens. Les JCR se prononçaient aussi pour la disparition des normes sexuelles et contre toute vision normative de la sexualité.
Chaque année, les JCR participaient à la Marche des fiertés lesbiennes, gays, bi et trans (LGBT) et à l’Existrans (marche des transsexuels, transgenres et trans).

### Mouvements étudiant de 2003 et lycéen de 2005
Les JCR participaient régulièrement aux divers mouvements étudiants et lycéens. Ils ont ainsi été présents lors du mouvement étudiant de 2003 contre la réforme ECTS/ LMD et la privatisation des universités. Les JCR ont eu un rôle non négligeable dans le mouvement lycéen contre la loi Fillon (2005). Ils ont été à l'origine de la Coordination Lycéenne. Les JCR ont encouragé les occupations de lycées et leurs militants lycéens y ont participé. De plus les JCR ont apporté un important soutien logistique aux lycéens. Ils ont fini par supplanter les syndicats lycéens. À la suite de ce mouvement un certain nombre de militants JCR ont été condamnés par la justice.

### Campagne pour le non au référendum sur le projet de traité établissant une Constitution pour l'Europe
Les JCR ont pris part à la campagne contre la constitution européenne. Ils ont été à l'origine de collectifs pour le NON dans certaines universités. Ils se sont associés à l'appel des 200 contre la constitution et à sa déclinaison « jeune ». Leur présence à la place de la Bastille le soir du 29 mai 2005 a été très remarquée au point que plusieurs grands journaux, en France et à l'étranger, ont publié des photographies des JCR pour cet évènement.

### Campagne contre l'état d'urgence
Les JCR se sont prononcés, lors des émeutes de 2005 dans les banlieues françaises, contre l'état d'urgence décrété par le gouvernement. Selon eux les raisons de ces émeutes étaient sociales.
Estimant le gouvernement responsable de la situation et reprochant à Nicolas Sarkozy ses propos jugés racistes, les JCR ont fait campagne pour l'amnistie des émeutiers incarcérés.
Les JCR ont été à l’origine d’une réunion de toutes les organisations de jeunesse de gauche contre l’état d’urgence. Dans le fil de ces évènements les JCR ont demandé le retrait de la loi du 23 février 2005 qui affirmait le rôle positif de la colonisation française.

### Mouvement contre le CPE
Les JCR dénonçaient la Loi pour l'Égalité des Chances et notamment l’amendement instaurant le Contrat Première Embauche, qu'ils appelaient « Contrat Précarité Exploitation ». Pour cela, les JCR ont fait partie du collectif Stop CPE aux niveaux national et local. Les JCR ont poussé à la formation de cortèges unitaires de toute la jeunesse dans l'ensemble des manifestations. Les JCR ont été dans une très large mesure à l'origine de la Coordination Nationale Étudiante dans le but de permettre l'auto-organisation du mouvement. Les JCR ont défendu l'extension des revendications à l'ensemble de la loi sur l'égalité des chances et du CNE. Une fois ces revendications reprises par le mouvement les JCR ont défendu les mots d'ordre de démission du gouvernement, qui furent aussi repris par le mouvement.

### Brigades internationales de solidarité avec la «révolution bolivarienne» au Venezuela
Les JCR et la Quatrième Internationale ont organisé en juillet 2006 des Brigades de solidarité avec « la Révolution Bolivarienne », qui se sont rendues au Venezuela afin d'apporter leur soutien au  processus révolutionnaire. Cela a permis des rencontres avec des militants politiques, syndicaux et autres afin de mieux cerner le processus en cours et d'effectuer un compte-rendu de la situation au Venezuela.

### Campagne Besancenot 2007
Les JCR ont activement pris part à la campagne présidentielle d'Olivier Besancenot en 2007. L'organisation a mobilisé près d'un tiers de ses militants pour partir avec leurs aînés de la LCR à la recherche des 500 parrainages nécessaires pour présenter la candidature d'Olivier Besancenot à la présidence de la République. Ils ont ainsi pris la parole lors des meetings se tenant dans une ville où une section existe, organisé des meetings dans des universités, des réunions publiques dans des quartiers ou des lycées. Ils ont également organisé un concert dans le cadre de la campagne le 18 mars au Cabaret Sauvage (Paris) avec plusieurs groupes de ska (Skunk) et de rap (Ministère des affaires populaires, Poison de Ménage à trois...).

### Mouvement contre la loi d'autonomie des universités (LRU)
Les JCR ont lancé, conjointement avec l'UEC, SUD Étudiant et la FSE le Collectif étudiant contre l'autonomie des universités (CECAU) afin de lancer une campagne nationale contre le projet de Valérie Pécresse. Sur le terrain les JCR ont cherché à organiser des assemblées générales sur les universités puis les lycées. Ils ont pris une part active à la grève et ont comme durant le mouvement CPE participé à l'organisation d'une coordination nationale étudiante. Au sein de l'Unef les JCR ont pris part à un appel de militants contre la LRU.

## Les syndicats étudiants
Les militants JCR intervenaient, en plus de leurs actions en leur nom propre, au sein des syndicats étudiants Unef et SUD Étudiant. Bien que critiques envers ces organisations, les JCR firent le choix d'y militer, notamment en raison de la présence de nombreux étudiants de tendances diverses ainsi que pour unifier les luttes et assurer une audience à leurs idées. Au sein de l'Unef, les JCR participaient à la Tendance pour une Unef unitaire et démocratique (TUUD) ; SUD Étudiant ne permet pas la constitution de tendances. Dans les mouvements sociaux les JCR prônaient la stratégie de « front unique », c'est-à-dire qu'ils recherchaient l'unité la plus large des organisations de gauche sans exclusive (partis, syndicats, associations) en toute indépendance du gouvernement et du patronat et dans l'objectif d'une extension et une radicalisation à la majorité des participants. Ils défendaient constamment cette stratégie au sein de SUD Étudiant et de l'Unef. Dans ce dernier syndicat, les JCR se retrouvaient dans l'aile gauche, qui affirmait à leurs yeux une volonté de lutte et de structuration cohérente et unitaire du mouvement. Il arrivait ainsi assez souvent que les militants des JCR se trouvent en opposition à la direction syndicale de cette organisation.
À la suite du mouvement contre le CPE, en 2006, la Tendance majorité nationale (TMN) de l'UNEF avait exclu 40 adhérents dont plusieurs militants des JCR. Ils fondèrent les Collectifs pour une Unef unie et Démocratique (CUUD). Les CUUD, la Tendance tous ensemble (TTE) et des militants de la TMN ont fondé la TUUD lors du 80e Congrès de l'UNEF (avril 2007). Les CUUD (dont les militants exclus en septembre 2006) furent réintégrés à l'UNEF en juillet 2007.

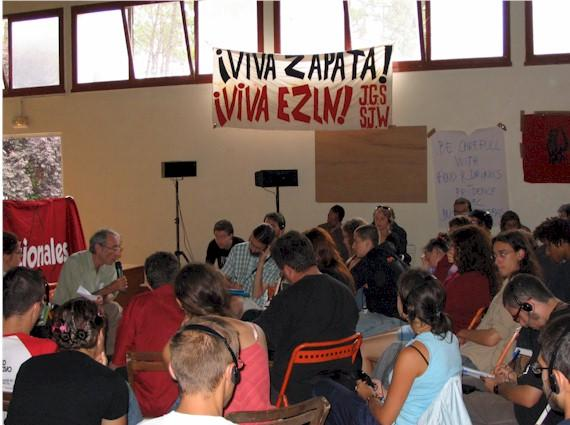
Daniel Bensaïd débattant avec des jeunes militants lors des RIJ 2005

## Les syndicats ouvriers
Un débat traversait les JCR sur l'intervention qu'ils devaient avoir au sein des syndicats qui organisent la classe ouvrière. Ainsi, des militants organisèrent une intervention politique au sein de la CGT dans le but de défendre leur orientation au sein du syndicat et y prendre des responsabilités.
Dès lors, la présence de militants JCR fut constatée dans la plupart des échéances, initiatives et actions impulsées par les associations et syndicats de chômeurs et précaires. Lors de la réunion des associations de chômeurs le 25 octobre 2007, des militants JCR  prirent pour la première fois la parole pour y défendre leur programme, pour discuter avec ce milieu et tisser des liens. Étant donné que la précarité frappe une grande partie de la jeunesse ouvrière, plusieurs militants JCR estimaient nécessaire d'avoir une intervention politique sur ce terrain.
La commission « Jeunes Travailleurs » des JCR éditait par ailleurs un bulletin mensuel qui était diffusé sur plusieurs centres de formation d'apprentis, principalement en région parisienne.

## Les Rencontres internationales de Jeunes (RIJ)
Tous les ans, depuis 1983, les JCR participaient aux Rencontres internationales de jeunes (RIJ), qui est le camp d'été des jeunes de la IVe Internationale. Les jeunes du Nouveau Parti anticapitaliste ont ensuite pris le relais et continuent à y participer selon des modalités proches des précédentes.
Les participants à ces rencontres sont issus de nombreux pays, européens ou non. Le programme est politique, avec débats, échanges d'expériences, mais aussi festif avec entre autres des soirées spéciales « Femmes » et LGBT.
Le camp de 2003 a eu lieu au Portugal, celui de 2004 en Espagne, en 2006 il s'est déroulé en Italie du 29 juillet au 4 août. Le camp de 2008 a eu lieu à Besalu dans le nord de l'État Espagnol.
Le Camp de 2009 a eu lieu près de Ioannina, en Grèce.
Les JCR ont organisé les camps de 2005 et 2007 qui ont eu lieu à Barbaste en France près d'Agen. En plus des militants du continent européen, des délégations du Mali, des Philippines, du FPLP de Palestine, du Liban, du Venezuela, du Maroc et du Mexique sont régulièrement présentes.

## Rendez-vous traditionnels

### FSE et FSM
Les JCR participaient aux divers Forums sociaux européens (FSE) et envoyaient parfois des délégués aux Forums sociaux mondiaux (FSM).

### 1ermai
Les JCR participaient tous les ans avec la LCR à la manifestation du 1er mai célébrant la fête des travailleurs.

### Marche des fiertés LGBT
Tous les ans les JCR participaient à la Marche des fiertés LGBT (« Gay pride »). Les JCR souhaitaient donner à cet évènement un aspect plus politique et revendicatif.

### 8 mars, journée internationale des femmes
Les JCR participaient aux manifestations du 8 mars à l'occasion de la journée internationale des femmes.

## Publication
Les JCR éditaient un journal mensuel nommé Red, signifiant Révolution Égalité Démocratie. Il pouvait arriver que Red devienne hebdomadaire lors de mouvements importants afin de mieux analyser l'actualité comme ce fut le cas lors du mouvement contre la Loi sur l'Egalité des Chances et le CPE. Ce journal était écrit par les militants eux-mêmes, tout militant pouvant proposer sa participation. Cependant il existait un comité de rédaction, élu par la Direction nationale, et chargé de donner une ligne correspondant aux orientations de l'organisation.
RED s'est arrêté avec la dissolution des JCR et a donc publié son dernier numéro en décembre 2008.